# Sunhak-Friedenspreis

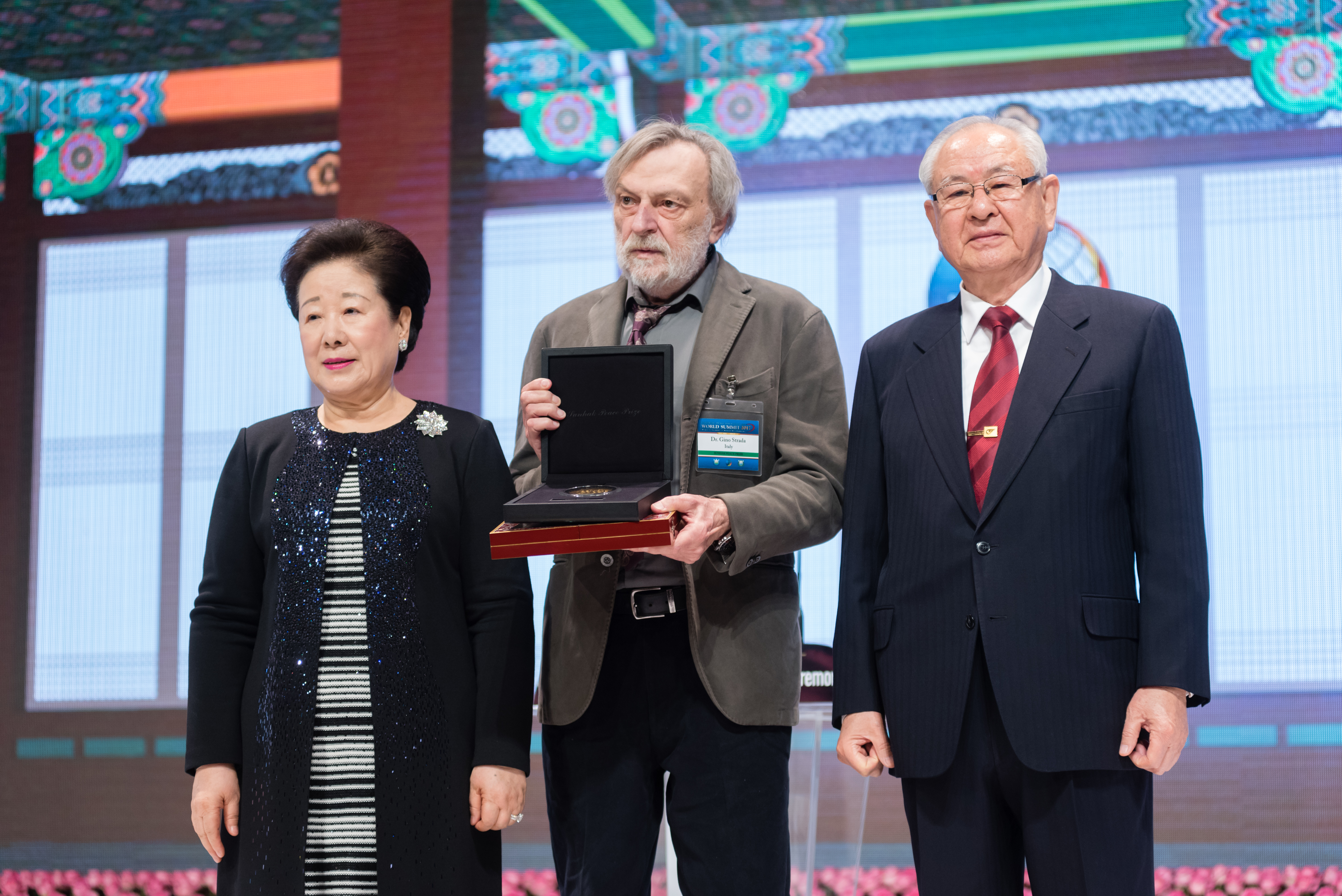
Jino Strada (Mitte) und Hak Ja Han (links), Verleihung des Sunhak-Friedenspreises, Seoul, Republik Korea, 2017

Der Sunhak-Friedenspreis (koreanisch: 선학평화상; Hanja: 鮮鶴平和賞) wurde ins Leben gerufen, um das Erbe von Sun Myung Moon, dem Gründer der Vereinigungskirche, fortzuführen, und wird alle zwei Jahre in Seoul, Korea, in Anerkennung von Einzelpersonen und Organisationen verliehen, die nachhaltige Beiträge zur Lösung von weltweiten Konflikten, Leid, Armut und Bedrohungen für die Umwelt leisteten.
Die Auswahl der Preisträger erfolgt durch das Auswahl-Komitee für den Sunhak-Friedenspreis unter dem Vorsitz des ehemaligen Präsidenten der Europäischen Kommission, José Manuel Barroso. Die Preisverleihung wird von der Sunhak Peace Prize Foundation unter dem Vorsitz von Thomas G. Walsh organisiert.
Einige Quellen berichten, dass der Preis auch von der Universal Peace Federation (UPF) verliehen wird, die von der Leiterin der südkoreanischen Vereinigungskirche, Hak Ja Han, gegründet wurde. Teilnahmeberechtigte Kandidaten müssen zum Zeitpunkt der Nominierung am Leben sein, um die Auszeichnung zu erhalten.

## Zweck und Aufgabe
Die Sunhak-Friedenspreis Stiftung verleiht den Preis an Menschen, die als Förderer des Friedens und der sozialen, humanitären Weiterentwicklung der Menschheit anerkannt sind. Die Stiftung wurde im Auftrag von Dr. Hak Ja Han Moon, der Witwe von Sun Myung Moon, ins Leben gerufen. Als Alternative und Ergänzung zum Friedensnobelpreis werden Menschen, Projekte und Organisationen die einen Beitrag zur Verbesserung des menschlichen Lebens, Friedens und Umwelt leisten, gewürdigt. Der Sunhak-Friedenspreis fördert eine friedlichere Welt zu errichten, indem er Preise für nachhaltige menschliche Entwicklungen, Konfliktlösungen und Umweltschutz vergibt.

## Leitlinie und Vision
In den „Grundsätzen des Friedens“ des Sunhak Preises werden drei Hauptziele aufgeführt, die gefördert werden sollen:
- Respekt vor der menschlichen Entwicklung: Förderung der Allgemeinbildung und des Gemeinwohls, Bekämpfung von Armut und Krankheiten; Förderung der Achtung der Menschenrechte und der Würde des Menschen.
- Lösung von Konflikten: Ein Aspekt, der sich mit der Lösung von Konflikten zwischen Menschen verschiedener und sich bekämpfender Religionen und ihren Konfessionen, Ethnien und Nationalitäten befasst.
- Schutz der Umwelt: Ein besonderer Schwerpunkt liegt auf der Erhaltung der natürlichen Ressourcen der Umwelt mit dem Ziel, ein nachhaltiges Gleichgewicht zwischen der Natur und dem Menschen Welt herzustellen.[8]

## Geschichte
Im Jahr 2013 schlug Hak Ja Han Moon die Einrichtung des SUNHAK-Friedenspreises vor, und ein Jahr später wurde das SUNHAK-Friedenspreiskomitee gegründet. Die erste Preisverleihung fand 2015 statt und konzentrierte sich auf den Klimawandel und die Nahrungsmittelkrise. Der Preis ging an Anote Tong, den ehemaligen Präsidenten von Kiribati. Er ist führend in einem internationalen Kreuzzug gegen den Klimawandel, mit besonderem Schwerpunkt auf Länder in der Pazifikregion, und an Dr. Modadugu Vijay Gupta, einen indischen Biologen und Fischereiwissenschaftler, der im Bereich der Aquakultur-Revolution Pionierarbeit leistete, die die Ernährung und das Leben der Ärmsten der Welt verbessert und bereichert. Die zweite Preisverleihung im Jahr 2017 widmete sich der globalen Flüchtlingskrise und der Preis wurde an zwei Personen verliehen: an  Gino Strada, ein Herzchirurg, der für Flüchtlinge und Kriegsopfer kostenlose, hochwertige medizinische Versorgung leistete, und an  Sakena Yacoobi, die sich für Bildungsprogramme für afghanische Flüchtlinge mit besonderem Fokus auf Mädchen und Frauen einsetzt. Im Jahr 2019 legte die dritte Preisverleihung den Schwerpunkt auf das sich verschärfende Problem der globalen Ungleichheit. Die Preisträger waren  Akinwumi Ayodeji Adesina und Waris Dirie. Bei der Zeremonie wurde Akinwumi Ayodeji Adesina dafür gewürdigt, dass er durch die Agrarrevolution die Armut in Afrika erheblich reduziert und die wirtschaftliche Entwicklung Afrikas durch verantwortliche Regierungsführung vorantrieb.  Dirie brachte als Menschenrechts Aktivistin die Verstümmelung der weiblichen Genitalien (FGM) als internationales Menschen Rechtsproblem zur Sprache und wirkte bei der Verabschiedung einer weltweiten Resolution zum Verbot dieser Praxis mit. Sie leistete einen großen Beitrag zur Wiederherstellung der Würde von Mädchen und Frauen in Afrika.
Zu Ehren des 100. Geburtstages des Gründers  Sun Myung Moon beinhaltet die vierte Preisverleihung (2020) einen Jubiläumspreis der Gründer (Founder`s Centenary Award) und konzentriert sich bei der Auswahl der Preisträger auf die Kernprinzipien der Friedensvision der Gründer; Interdependenz, gemeinsamer Wohlstand und universelle Werte. Interdependenz, gemeinsamer Wohlstand und universelle Werte sind Friedensvisionen, die auf Prinzipien der gegenseitigen Abhängigkeit in unserer Gesellschaft,  Gemeinwohl durch Rechtschaffenheit dem eigenen Gewissen verpflichtet, universellen, gemeinsamen Werten in allen Lebensbereichen, basiert. Eine weltweite Familie mit Gott (Allah, Jahwe) im Mittelpunkt, sowie einer universellen auf wahrer Liebe, Ethik und Moral für eine friedlicher Welt mit friedlichen Menschen werden von den Preisträgern gefördert. Der  Jubiläumspreis der Gründer (Founders‘ Centenary Award) wurde an den ehemaligen UN-Generalsekretär Ban Ki-moon verliehen, der sich dafür einsetzte, die Welt in Richtung Nachhaltigkeit zu führen.
Die 4. SUNHAK-Friedenspreise wurden an den senegalesischen Präsidenten Macky Sall, ein Vorbild für gute Regierungsführung in Afrika, und an den ehemaligen Präsidenten des Lutherischen Weltbundes, Bischof Munib A. Younan aus Palästina, einem Pionier der religiösen Dialogs, verliehen. Eine Erklärung des Lutherischen Weltbundes (LWB) besagt, dass Bischof Younan den Friedenspreis als Privatperson empfing. Bischof Younan war von 2010 bis 2017 Präsident des Lutherischen Weltbundes.
2022 fand die 5. SUNHAK-Friedenspreis Verleihung statt. Die Preisträger, Sarah Catherine Gilbert, britische Biologin, Chemikerin und Co-Impfforscherin bei AstraZeneca um Impfstoffe für alle leichter verfügbar zu machen. Gavi, die Impfallianz (Gavi, The Vaccine Alliance) war der 2. Friedenspreisträger für den Einsatz Impfungen in Entwicklungsländern zu ermöglichen.
2025 fand die 6. SUNHAK-Friedenspreisverleihung in Seoul/Korea statt. Wanjira Mathai aus Kenia wurde für ihre herausragende Führungsrolle im Umweltbereich, insbesondere durch die AFR100-Initiative und das Green Belt Movement, ausgezeichnet. Ihr engagierter Einsatz hat wesentlich zur Wiederherstellung der Umwelt beigetragen: Über 51 Millionen Bäume wurden gepflanzt, um geschädigte Landschaften in ganz Afrika wiederherzustellen. Hugh Evans aus Australien, Mitbegründer und CEO von Global Citizen, erhielt den Preis für sein außergewöhnliches Engagement für die globale Bürgerschaft. Patrick Awuah Jr., Gründer und Präsident der Ashesi University in Ghana, hat die Hochschulbildung in Afrika verändert. Unter seiner visionären Führung wurden innovative Lehrpläne eingeführt, die den Schwerpunkt auf Ethik, Gleichberechtigung, kritisches Denken und Führungsqualitäten legen. Patrick Awuah Jr., Gründer und Präsident der Ashesi University in Ghana, hat die Hochschulbildung in Afrika verändert. Unter seiner visionären Führung wurden innovative Lehrpläne eingeführt, die den Schwerpunkt auf Ethik, Gleichberechtigung, kritisches Denken und Führungsqualitäten legen.
In seinen Glückwünschen erklärte der ehemalige UN-Generalsekretär Ban Ki-moon: „Auch an seinem 10. Jahrestag rückt der Sunhak Peace Prize die entscheidenden Beiträge unbesungener Helden zu Frieden und Solidarität in der Welt in den Mittelpunkt.“
- Wettbewerbe für Frieden

2020 Friedenswettbewerb für animierte Grafiken. Vorgeschlagene Themen: 1. Entwicklung in Afrika, 2. Klimawandel, 3. Weibliche Genitalverstümmelung (Female Genital Mutilation, FGM), 4. Nahrungsmittelsicherheit, 5. Religiöse Harmonie, 6. Medizinische Versorgung, 6. Medizinische Versorgung

## Friedenspreisträger
| Jahr | Preisträger                | Land                   | Begründung |
| ---- | -------------------------- | ---------------------- | --- |
| 2015 | Anote Tong                 | Kiribati               | Das weltweite Bewusstsein für das Ausmaß des Klimawandels wurde gestärkt und die internationale Gemeinschaft forderte Maßnahmen zu seiner Lösung. |
| 2015 | Modadugu Vijay Gupta       | Indien                 | Pionier der blauen Revolution und innovative Beiträge zur Entwicklung der Aquakultur als alternative Lösung für die drohende Nahrungsmittelkrise. |
| 2017 | Gino Strada                | Italien                | „Wir leisten medizinische Nothilfe im Nahen Osten und in Afrika und setzen uns für das Recht der Flüchtlinge auf Heilung ein“; Beitrag zur Verbreitung einer Kultur des Friedens durch Antikriegsbewegung                                                                              |
| 2017 | Sakena Yacoobi             | Afghanistan            | Präsentation einer grundlegenden Lösung für die Neuansiedlung von Flüchtlingen durch Bildung und Beitrag zur Verbesserung der Menschenrechte und des Status muslimischer Frauen |
| 2019 | Waris Dirie                | Österreich             | Eine Menschenrechtsaktivistin, die das Problem der weiblichen Genitalverstümmelung (FGM) weltweit bekannt gemacht hat. „Wir setzen uns für die Menschenrechte von Mädchen und Frauen ein und fordern eine weltweite Resolution zur Abschaffung von FGM.“                               |
| 2019 | Akinwumi Ayodeji Adesina   | Nigeria                | Vorreiter für gute Regierungsführung in Afrika durch landwirtschaftliche Innovation und Armutsbekämpfung. |
| 2020 | Macky Sall                 | Senegal                | Förderung eines Modells guter Regierungsführung in Afrika, Verkürzung der Amtszeit des Präsidenten, Entwicklung Senegals zu einem demokratischen Modellland durch Reformen wie den Plan Senegal Emergent                                                                               |
| 2020 | Munib Younan               | Israel                 | Wegweisende religiöse Harmonie, Förderung der Harmonie zwischen Islam, Christentum und Judentum im Nahen Osten und Leitung der Versöhnung zwischen der katholischen und der protestantischen Kirche                                                                                    |
| 2022 | Sarah Catherine Gilbert    | Vereinigtes Königreich | Schutz von Leben in unterentwickelten Ländern mit gefährdeten medizinischen Bedingungen durch die Bereitstellung erschwinglicher Oxford-AstraZeneca-Impfstoffe für einfache Lagerung und Transport während des COVID-19-Ausbruchs.                                                     |
| 2022 | Gavi, The Vaccine Alliance | Schweiz(HQ)            | Verbesserung der allgemeinen Gesundheit der Menschheit durch besseren Zugang zu Impfstoffen für Kinder in gefährdeten Ländern Leitung der Covax Einrichtung (Facility), einem internationalen gemeinsamen Projekt zum Kauf und Vertrieb von Impfstoffen nach dem Ausbruch von COVID-19 |
| 2025 | Wanjira Mathai             | Kenia                  | Wanjira Mathai führt das Erbe ihrer Mutter Wangari Maathai fort, indem sie die Bemühungen zur Wiederherstellung von Ökosystemen und zur Stärkung der Klima Resilienz in ganz Afrika leitet.                                                                                            |
| 2025 | Hugh Evans                 | Australien             | Hugh Evans ist ein weltbekannter Anführer, der 2008 Global Citizen mitbegründete, mit dem Ziel, die globale Armut zu beseitigen und eine nachhaltige Entwicklung zu fördern. |
| 2525 | Patrik Awuah, Jr.          | Ghana                  | Patrick Awuah gründete 2002 die Ashesi University in Ghana und führte ein bahnbrechendes Bildungsmodell ein, das MINT-orientiertes Lernen mit ethischer Führung verbindet. |

### Jubiläumspreisträger der Gründer (Founder`s Centenary Award)
| Jahr | Preisträger          | Land       | Begründung |
| ---- | -------------------- | ---------- | --- |
| 2020 | Ban Ki-moon          | Südkorea   | Ban Ki-moon schlug angesichts der Schwere des Klimawandels große Alarm und führte 2015 zur Verabschiedung des Pariser Klimaabkommens, einer monumentalen Maßnahme in der Geschichte der Menschheit.                                  |
| 2022 | H.E. Samdech Hun Sen | Kambodscha | Förderung der internationalen Zusammenarbeit für den Frieden durch die Leitung internationaler Friedensforen und Friedensinitiativen. Demonstration herausragender Führungsqualitäten für die nachhaltige Entwicklung in Südostasien |
| 2025 | Goodluck Jonathan    | Nigeria    | Für seinen Beitrag zu friedlichen demokratischen Übergängen und guter Regierungsführung |
| 2025 | Samuel Radebe        | Südafrika  | Imboni Samuel Radebe verbindet traditionelle afrikanische Spiritualität mit dem christlichen Glauben und betont, dass spirituelle Erneuerung für den Frieden unerlässlich ist.                                                       |